# أجيال القيادة الصينية
منذ تعزيز الحزب الشيوعي الصيني وجيش التحرير الشعبي وفقًا للأقدمية، أصبح من الممكن رؤية أجيال متميزة من القيادة الصينية. في الخطاب الرسمي، ترتبط كل مجموعة قيادية بسمات محددة تندرج تحت الإيديولوجية العامة للحزب. درس المؤرخون فترات مختلفة لتطور حكومة جمهورية الصين الشعبية بالرجوع إلى هذه «الأجيال».

## الجيل الأول
على الرغم من أن الجيل الأول من القادة حكموا بشكل جماعي لفترة قليلة، وكان ماو تسي تونغ زعيمًا استبداديًا إلى حد كبير في معظم هذه الفترة، كان يُشار إلى القادة المتعاقبين منذ تأسيس الجمهورية الشعبية في عام 1949 حتى وفاة ماو وتفكك سلطة أقرب نوابه في عام 1976 بأثر رجعي، باسم »الجيل الأول« من القادة في الخطاب الرسمي.
تألف الجيل الأول، الذي استمر من عام 1949 إلى عام 1976، من ماو تسي تونغ بشكل رئيسي، إلى جانب تشو إنلاي، وزيهو دي (وشكلوا حكمًا ثلاثيًا غير رسمي)، وليو شاوتشي وتشين يون ودينغ شياو بينغ وبينغ ديهواي ولين بياو. هؤلاء هم القادة الذين أسسوا جمهورية الصين الشعبية بعد النصر الشيوعي في الحرب الأهلية الصينية. ولدوا بين عامي 1886 و1907، على الرغم من أن عصابة الأربعة كانوا مجموعة فرعية متميزة من مواليد 1914 إلى 1935. معظمهم ولدوا قبل زوال وسقوط سلالة تشينغ الحاكمة (ولم تكن العصابة من ضمنها)، وبالتالي عاشوا لرؤية ولادة جمهورية الصين، وعلى البر الرئيسي، نهايتها.
كانت إحدى السمات البارزة لهؤلاء القادة أنهم يميلون لأن يكونوا قادة سياسيين وعسكريين على حد سواء. حصل معظمهم على بعض التعليم خارج الصين، وشملت تجاربهم التكوينية المسيرة الطويلة والحرب الأهلية الصينية والحرب اليابانية الصينية الثانية. كانت الإيديولوجية السياسية السائدة لدى الجيل الأول عبارة عن مبادئ عامة للماركسية وفكر ماو تسي تونغ (الأفكار الماوية).
من بين الأعضاء الآخرين الذين ذُكروا أعلاه، تم تهميش تشين يون في أوائل الستينيات، وفقد منصبه الحزبي في عام 1969، لكنه لعب دورًا هامًا في الجيل الثاني من القيادة. تعرض بينغ ديهواي للاستنكار في عام 1959، وعاد لفترة قصيرة إلى الحكومة في عام 1965، لكن الحرس الأحمر احتجزوه في عام 1966 وتوفي في السجن نتيجة التعذيب وسوء المعاملة في عام 1974. رغم أن اسمه لم يذكر أعلاه، لعب دينغ شياو بينغ، الذي يعد أساس الجيل الثاني من القادة، أيضًا دورًا رئيسيًا في الجيل الأول خلال أوقات مختلفة، وخاصة كحليف لتشو وبينغ، لكنه أُزيل من الحكم في عام 1976 وبقي مهمشًا في وقت وفاة ماو.

## الجيل الثاني
ترافقت وفاة ماو وتشو وزيهو في عام 1976، والانقلاب الذي تلاها بفترة وجيزة والذي أدى إلى القبض على عصابة الأربعة، ببداية العصر الذي عُرف باسم «الجيل الثاني» من القادة. بدأ العصر مع هوا جيو فينج كخليفة لماو، لكن سرعان ما تلاشى منصبه بسبب صعود دينغ شياو بينغ كزعيم بارز، إذ بقي في منصبه على الأقل حتى عام 1992 حين استقال من مناصبه القيادية. ضمت هذه الفترة، التي تميزت بالقوة العظمى والتأثيرات الواسعة، مجموعة من المحاربين القدماء الحزبيين، المعروفين باسم «الثمانية الكبار»، كان أعضاؤها الرئيسيون لي شيان نيان وتشين يون، إلى جانب دينغ. وكلهم يملكون أكثر من 40 عامًا من الخبرة السياسية.

## الجيل الثالث
بين عامي 1989 و1992، كان يُعتقد أن جيانغ كان مجرد شخصية انتقالية لحماية الحزب من فراغ السلطة إلى أن يتم إنشاء حكومة خليفة لدينغ شياو بينغ تكون أكثر استقرارًا. لهذا السبب، لا يُعتبر أن عصر «الجيل الثالث» بدأ حتى عام 1992، مع انتخاب اللجنة الدائمة للمكتب السياسي الجديد وتوطيد جيانغ لسلطته من دون دينغ.

## الجيل الرابع
شهد عام 2002 أول انتقال منظم للسلطة في الحزب الشيوعي الصيني وفقًا لحدود مدة الوظيفة. انتُخب القادة الجدد لعضوية المكتب السياسي للحزب الشيوعي في عام 2002، وتولوا مناصبهم الحكومية في عام 2003، بينما تنحى أبرز من سبقوهم من «الجيل الثالث» عن مناصبهم في الوقت نفسه.

## الجيل الخامس
وصل الجيل الخامس إلى السلطة في مؤتمر الحزب الثامن عشر في عام 2012، عندما تنحى هو جين تاو عن منصبه كأمين عام للحزب. في الجيل الخامس، لوحظ عدد أقل من المهندسين ومزيد من كبار الإداريين والماليين، بما في ذلك رواد الأعمال الناجحين. معظم أعضاء الجيل الخامس من القيادة المدنية، الذين ولدوا في سنوات ما بعد الحرب من 1945 إلى 1955، تلقوا تعليمهم في أفضل الجامعات الصينية.

## الجيل السادس
كان من المتوقع أن يتولى الجيل السادس من الزعماء السلطة في مؤتمر الحزب العشرين في عام 2022. ومع ذلك، وعقب توحيد شي جين بينغ للسلطة في مؤتمر الحزب التاسع عشر، أصبح مستقبل «الجيل السادس» موضع شك. وليس مؤكدًا أن يبقى مفهوم «أجيال القيادة» قائمًا على الإطلاق في العقود المقبلة.